# Gelasinospora brevispora
Gelasinospora brevispora är en svampart som beskrevs av R.S. Khan & J.C. Krug 1989. Gelasinospora brevispora ingår i släktet Gelasinospora och familjen Sordariaceae.   Inga underarter finns listade i Catalogue of Life.